# 二重生活 (1947年の映画)
『二重生活』（にじゅうせいかつ、A Double Life）は、1947年のアメリカ映画である。ジョージ・キューカー監督によるフィルム・ノワールである。

## キャスト
- トニー・ジョン：ロナルド・コールマン
- ブリタ・カウリン：シグニ・ハッソ
- パット・クロル：シェリー・ウィンタース
- ビル・フレンド：エドモンド・オブライエン
- ビクター・ドンラン：レイ・コリンズ
- アル・クーリー：ミラード・ミッチェル

## 受賞とノミネート
| 賞                   | 部門               | 候補者                             | 結果       |
| -------------------- | ------------------ | ---------------------------------- | ---------- |
| アカデミー賞         | 主演男優賞         | ロナルド・コールマン               | 受賞       |
| アカデミー賞         | 監督賞             | ジョージ・キューカー               | ノミネート |
| アカデミー賞         | 脚本賞             | ルース・ゴードン、ガーソン・ケニン | ノミネート |
| アカデミー賞         | 劇・喜劇映画音楽賞 | ミクロス・ローザ                   | 受賞       |
| ゴールデングローブ賞 | 男優賞             | ロナルド・コールマン               | 受賞       |